# Чжэн Чжэнь
Чжэн Чжэнь (кит. трад. 鄭珍, упр. 郑珍; 1806—1864) — китайский учёный, писатель

, поэт времён империи Цин.

## Биография
Происходил из семьи чиновников среднего достатка. Родился в Гуйчжоу. Получил классическое образование, но лишь в 1837 году сумел успешно сдать провинциальные экзамены и получить второй образовательный степень. Однако попытки сдать императорский экзамен и стать цзиньши завершились неудачно. После этого занимал должность в школьном управлении в уезде Или. Его попытки продвинуться по карьерной лестнице оказались напрасными.
В 1855 году отличился во время восстания народа мяо в провинции Гуйчжоу, за что получил награду. Впоследствии способствовал борьбе против тайпинов. Умер в 1864 году.

## Творчество
Больше всего проявил себя в поэзии. Первый сборник стихов вышел в 1854 году. Поэтического мастерства он учился у своего предшественника поэта Чен Еньцзе. В эстетических взглядах Чжэн Чжэнь имел общее с взглядами Хе Шаоцзи.
Чжэн Чжэнь в своих стихах уделял внимание пейзажу, описанию окружающей природы (стихотворения «По дороге в Наньян», «Вниз по стремнине»). Также составлял посвящения до картин и шедевров каллиграфии, стихотворные послания друзьям. Нередко он обращался к прошлому и отдал должное поэтам — людям высоких идеалов, в частности Цзи Кан, Тао Юаньмин, Мэн Цзяо.
Чжэн Чжэнь не остался равнодушным к социальной несправедливости. Он с возмущением писал о жестоких и алчных чиновников («Плач о того, кто повесился», «Вылов шакалов»), о наводнениях, которые приносили бедствия крестьянам, о тяжелой судьбе горняков и литейщиков («Свинцовые рудники в Чжухае»).
Откликнулся на восстание тайпинов («16-го числа 9-го месяца вместе с семьей оставляю Или», «Наньдань», «Плач о беженцах»).
Чжэн Чжэнь известен своими научными разведками. В его работах труды по географии и палеографии, о конфуцианских классиков, а также по разведению шелковичных червей.